# Kto pod kim dołki kopie...
Kto pod kim dołki kopie... – amerykański film przygodowy z 2003 roku na podstawie powieści Louisa Sachara.

## Główne role
- Sigourney Weaver - Warden Walker
- Jon Voight - Marion Sevillo/Pan Sir
- Tim Blake Nelson - Dr Pendanski
- Shia LaBeouf - Stanley Yelnats IV "Caveman"
- Khleo Thomas - Hector Zeroni "Zero"
- Jake M. Smith - Alan "Squid"
- Byron Cotton - Theodore "Armpit"
- Brenden Jefferson - Rex "X-Ray"
- Miguel Castro - José "Magnet"
- Max Kasch - Ricky "Zigzag"
- Noah Poletiek - Brian "Twitch"
- Zane Holtz - Lewis "Barfbag"
- Steven Kozlowski - Lump
- Roma Maffia - Carla Morengo
- Siobhan Fallon - Mama Stanleya
- Henry Winkler - Stanley Yelnats III
- Nathan Davis - Dziadek Stanley Yelnats II
- Shelley Malil - Nosy Landlord
- Rick Fox - Clyde "Sweetfeet" Livingston
- Nicole Pulliam - Pani Livingston
- Eartha Kitt - Pani Zeroni
- Damien Luvara - Elya Yelnats
- Sanya Mateyas - Myra Menke
- Ravil Isyanov - Morris Menke
- Ken Davitian - Igor Barkov
- Patricia Arquette - Kathryn "Kissin' Kate" Barlow
- Scott Plank - Charles "Trout" Walker
- Louis Sachar - Pan Collingwood

## Fabuła
Stanley jest młodym nastolatkiem. Zostaje niesłusznie oskarżony o kradzież tenisówek i przeniesiony do poprawczaka, który prowadzi Warden Walker i Marion Sevillo. Jedyną rzeczą, którą robią jest kopanie na wyschniętym jeziorze dziur głębokich i szerokich na pięć stóp. Zaczyna podejrzewać, że tam znajduje się skarb.